# Assorted Heap
Assorted Heap war eine deutsche Death- und Thrash-Metal-Band aus Aurich, die im Jahr 1987 gegründet wurde und sich 1992 trennte.

## Geschichte
Die Band entstand aus den Restverbliebenen der zerfallenen Band T.G.T. Nach der Auflösung entschlossen sich Schlagzeuger Thomas Marter und Gitarrist Gunter Groen im September 1987, eine neue Band zu gründen. Kurze Zeit später kamen Sänger Dirk Schiemann und Bassist Joachim „Lord“ Meyer hinzu. Zusammen machten sie einige Aufnahmen. Währenddessen stieg Gitarrist Klaus Kessemeier als weiteres Mitglied ein. Es folgte ihr erster Auftritt zusammen mit Tankard und Protector. Anfang 1988 stellten die Musiker ihr erstes Demo namens Killing Peace fertig und setzten von diesem 400 Kopien ab. Aufgrund des Demo-Erfolgs nahm Assorted Heap ihr Debütalbum im Jahr 1991 im Dust Music Studio auf. Das Album trägt den Namen The Experience of Horror und wurde von S.L. Coe produziert und über 1MF Recordz veröffentlicht.
Danach folgten Auftritte in Dänemark, Frankreich und den Niederlanden, wo die Band zusammen mit Gruppen wie Atrocity, Pestilence und Paradise Lost spielte. Im Jahr 1992 folgte das Album Mindwaves. Im selben Jahr ging die Band außerdem mit Edge of Sanity auf Tour. Durch Probleme mit ihrem Label löste sich die Band noch im selben Jahr auf. Einige Mitglieder blieben zusammen, und so entstand die Gruppe BK 49, die sich 2003 wieder trennte.

## Stil
Die Band spielte eine technisch anspruchsvolle Mischung aus Death- und Thrash-Metal.

## Diskografie
- 1988: Killing Peace (Demo, Eigenveröffentlichung)
- 1991: The Experience of Horror (Album, 1MF Recordz)
- 1992: Mindwaves (Album, 1MF Recordz)